# 한상 나들목
한상 나들목(Hansang IC)은 인천광역시 중구 중산동에 설치된 인천국제공항고속도로의 4번 교차로이다. 2025년 7월 1일에 개통하였다.

## 연혁
- 2025년 7월 1일: 개통

## 구조물 정보
- 위치: 인천광역시 중구 중산동